# Годалминг
Годалминг (англ. Godalming) — город в Юго-Восточной Англии в графстве Суррей (Великобритания), административный центр района Уэверли.
Город расположен на берегу реки Уэй в 7 км к югу от Гилфорда.

## Электростанция
В 1881 году в Годалминге фирмой «Siemens» была введена в строй первая в мире электростанция, предназначенная для общественного использования.
1. ↑  Parish Profiles — Office for National Statistics.